# Copa Korać 1994-95
La Copa Korać 1994-95 fue la vigésima cuarta edición de la Copa Korać, competición creada por la FIBA para equipos europeos que no disputaran ni la Copa de Europa ni la Recopa. Participaron 95 equipos, 18 más que en la edición anterior. El campeón fue el equipo alemán del Alba Berlin, que lograba su primer título, derrotando en la final al conjunto italiano del Stefanel Milano.

## Ronda preliminar
| Equipo 1                  | Agr.    | Equipo 2           | Ida     | Vuelta  |
| ------------------------- | ------- | ------------------ | ------- | ------- |
| Helios Domžale            | 152–206 | USK Praha          | 77–100  | 75–106  |
| Neca                      | 137–140 | Ozeta Trenčín      | 72–57   | 65–83   |
| Floare                    | 158–167 | CSU Sibiu          | 94–97   | 64–70   |
| Polonia Przemyśl          | 182–144 | Baník Handlová     | 82–69   | 100–75  |
| Stroitel Samara           | 205–182 | Lahti              | 112–101 | 93–81   |
| Go Pass Pepinster         | 184–142 | Aarhus             | 86–54   | 98–88   |
| Queluz                    | 177–182 | Bramsche Osnabrück | 88–91   | 89–91   |
| Shakhtar Donetsk          | 147–170 | PTT                | 73–89   | 74–81   |
| Montan Kapfenberg         | 166–164 | Genève Basket      | 88–79   | 78–85   |
| Sparta Bertrange          | 125–204 | Dijon              | 58–102  | 67-102  |
| Nova Hut Ostrava          | 123–124 | ZTE                | 61–55   | 62–69   |
| Plannja                   | 151–177 | Lavera             | 71–87   | 80–90   |
| Elba Timişoara            | 161–207 | Albacomp Fehervar  | 87–103  | 84–104  |
| Franck Dona               | 174–172 | Tonak Nový Jičín   | 73–70   | 101–102 |
| Makedonija Strumica       | 0–40    | Kalev/Auma         | 0–20    | 0–20    |
| Dinamo Tirana             | 155–186 | Slovenica Koper    | 64–92   | 91–94   |
| Achilleas Kaimakli        | 146–177 | Hapoel Galil Elyon | 76–89   | 70–88   |
| Den Braven                | 165–159 | Trier              | 100–69  | 65–70   |
| Volksbank Gmunden         | 159–223 | Beira Mar          | 79–114  | 80–109  |
| Maccabi Brinkford Tbilisi | 177–204 | Statyba            | 85–110  | 92–94   |
| Češko                     | 81–121  | Mazowszanka        | 81–101  | 0–20    |
| Cactus Tbilisi            | 171–177 | CSK VVS            | 82–61   | 89–116  |
| MOL Szolnoki Olaj         | 172–169 | Kompakt            | 78–75   | 94-94   |
| Vardar                    | 153–167 | Sopron             | 74–90   | 79–77   |
| Merani Tbilisi            | 149–194 | BIPA Moda Odessa   | 73–100  | 76–94   |
| Union Neuchatel           | 131–142 | Sunair Oostende    | 62–104  | 66–81   |
| Okapi Aalstar             | 151–143 | Sparta Praha       | 91–75   | 60–68   |
| Tam Bus Miklavž           | 173–157 | Žilina             | 85–83   | 88–74   |
| Stal Bobrek Bytom         | 160–173 | Sakalai            | 81–82   | 79–91   |
| VEF Metropole Riga        | 156–158 | CSKA Kiev          | 87–85   | 69–73   |
| UMFG                      | 201–205 | Borås              | 96–108  | 105–97  |
| Nemetali Strumica         | 120–188 | Tofaş              | 66–95   | 54–93   |
| Sangalhos DC              | 165–178 | Manchester Giants  | 81–77   | 84–101  |

## Primera ronda
| Equipo 1            | Agr.    | Equipo 2               | Ida     | Vuelta |
| ------------------- | ------- | ---------------------- | ------- | ------ |
| USK Praha           | 176–175 | Bnei Herzliya          | 95–82   | 81–93  |
| Ozeta Trenčín       | 118–178 | Filodoro Bologna       | 60–94   | 58–84  |
| CSU Sibiu           | 127–210 | Dynamo Moscow          | 68–91   | 59–118 |
| Polonia Przemyśl    | 165–169 | Aris Intersalonica     | 75–81   | 90–88  |
| Stroitel Samara     | 169–195 | Ulm                    | 92–88   | 77–97  |
| Go Pass Pepinster   | 145–160 | Caja San Fernando      | 71–78   | 74–86  |
| Bramsche Osnabrück  | 0–40    | PTT                    | 0–20    | 0–20   |
| Montan Kapfenberg   | 143–206 | Pitch Cholet           | 89–119  | 54–87  |
| Zrinjevac           | 161–176 | Dijon                  | 85-85   | 76–91  |
| ZTE                 | 119–155 | Alba Berlin            | 60–76   | 59–79  |
| Lavera              | 112–113 | Galatasaray            | 42–49   | 70–64  |
| Albacomp Fehérvár   | 151–184 | TDK Manresa            | 78–80   | 73–104 |
| Franck Dona         | 169–194 | Kalev/Auma             | 88–80   | 81–114 |
| Slovenica Koper     | 168–199 | Hapoel Galil Elyon     | 81–89   | 87–110 |
| Den Braven          | 165–180 | Cáceres                | 80-80   | 85–100 |
| Beira Mar           | 123–179 | PSG Racing             | 58–77   | 65–102 |
| Spirou Charleroi    | 139–145 | Ülker                  | 71–54   | 68–91  |
| Croatia Line Rijeka | 157–149 | Statyba                | 84–69   | 73–80  |
| Mazowszanka         | 143–173 | Birex Verona           | 70–75   | 73–98  |
| Mykolaiv            | 157–166 | CSK VVS                | 78–80   | 79–86  |
| MOL Szolnoki Olaj   | 140–166 | Nikas Peristeri        | 85–92   | 55–74  |
| Sopron              | 172–198 | BIPA Moda Odessa       | 100–101 | 72–97  |
| Sunair Oostende     | 131–142 | Hapoel Eilat           | 66–69   | 65–73  |
| Kočani Delikates    | 145–160 | Spartak Moscow         | 74–71   | 71–89  |
| Okapi Aalstar       | 167–179 | illycaffè Trieste      | 80–89   | 87–90  |
| Tam Bus Miklavž     | 164–180 | Maccabi Rishon LeZion  | 91–85   | 73–95  |
| Sakalai             | 128–173 | Chipita Panionios      | 69–72   | 59–101 |
| CSKA Kiev           | 158–176 | Šibenik                | 70–77   | 88–99  |
| Borås               | 144–155 | Tofaş                  | 76–81   | 68–74  |
| Manchester Giants   | 128–143 | Estudiantes Argentaria | 75–80   | 53–63  |

Clasificados automáticamente para tercera ronda
- Stefanel Milano
- Pau-Orthez
- PIT Ankara

## Segunda ronda
| Equipo 1              | Agr.    | Equipo 2                | Ida    | Vuelta |
| --------------------- | ------- | ----------------------- | ------ | ------ |
| USK Praha             | 149–151 | Filodoro Bologna        | 69–69  | 80–82  |
| Dynamo Moscú          | 185–183 | Aris Intersalonika      | 99–94  | 86–89  |
| Ulm                   | 153–174 | Caja San Fernando       | 70–84  | 83–91  |
| PTT                   | 161–175 | Pitch Cholet            | 89–96  | 72–79  |
| Dijon                 | 160–187 | Alba Berlin             | 72–81  | 88–106 |
| Galatasaray           | 159–170 | TDK Manresa             | 80–84  | 79–86  |
| Kalev                 | 140–166 | Stefanel Milano         | 68–89  | 72–77  |
| Hapoel Galil Elyon    | 149–172 | Cáceres                 | 102–83 | 47–89  |
| PSG Racing            | 159–189 | Ülker                   | 84–96  | 75–93  |
| Croatia Line Rijeka   | 148–150 | Birex Verona            | 73–73  | 75–77  |
| CSK VVS Samara        | 175–185 | Nikas Peristeri         | 103–91 | 72–94  |
| Bipa-Moda             | 148–158 | Hapoel Eilat            | 54–78  | 94–80  |
| Spartak Moscú         | 149–164 | illycaffè Trieste       | 78–80  | 71–84  |
| Maccabi Rishon LeZion | 137–188 | Chipita Panionios       | 72–84  | 65–104 |
| Šibenik               | 131–168 | Pau-Orthez              | 62–90  | 69–78  |
| Tofaş                 | 173–196 | Estudiantes Caja Postal | 101–91 | 72–105 |

## Octavos de final
Los octavos de final se jugaron dividiendo los 16 equipos clasificados en cuatro grupos con un sistema de todos contra todos.
|  | Los dos primeros clasificados avanzan a cuartos de final |

|    | Equipo           | PJ | Pts | G | P | PF  | PC  | Dif. |
| -- | ---------------- | -- | --- | - | - | --- | --- | ---- |
| 1. | Filodoro Bologna | 6  | 10  | 4 | 2 | 476 | 453 | +23  |
| 2. | Ülker            | 6  | 10  | 4 | 2 | 454 | 425 | +29  |
| 3. | TDK Manresa      | 6  | 8   | 2 | 4 | 484 | 497 | -13  |
| 4. | Pitch Cholet     | 6  | 8   | 2 | 4 | 432 | 471 | -39  |

|    | Equipo                  | PJ | Pts | G | P | PF  | PC  | Dif. |
| -- | ----------------------- | -- | --- | - | - | --- | --- | ---- |
| 1. | Pau-Orthez              | 6  | 11  | 5 | 1 | 496 | 460 | +36  |
| 2. | Alba Berlin             | 6  | 9   | 3 | 3 | 482 | 477 | +5   |
| 3. | Estudiantes Caja Postal | 6  | 8   | 2 | 4 | 465 | 491 | -26  |
| 4. | Birex Verona            | 6  | 8   | 2 | 4 | 450 | 467 | -17  |

|    | Equipo            | PJ | Pts | G | P | PF  | PC  | Dif. |
| -- | ----------------- | -- | --- | - | - | --- | --- | ---- |
| 1. | Chipita Panionios | 6  | 11  | 5 | 1 | 513 | 444 | +69  |
| 2. | illycaffè Trieste | 6  | 10  | 4 | 2 | 496 | 515 | -19  |
| 3. | Caja San Fernando | 6  | 8   | 2 | 4 | 496 | 489 | +7   |
| 4. | Dynamo Moscú      | 6  | 7   | 1 | 5 | 490 | 547 | -57  |

|    | Equipo          | PJ | Pts | G | P | PF  | PC  | Dif. |
| -- | --------------- | -- | --- | - | - | --- | --- | ---- |
| 1. | Cáceres         | 6  | 11  | 5 | 1 | 496 | 474 | +22  |
| 2. | Stefanel Milano | 6  | 9   | 3 | 3 | 503 | 451 | +52  |
| 3. | Hapoel Eilat    | 6  | 8   | 2 | 4 | 480 | 496 | -16  |
| 4. | Nikas Peristeri | 6  | 8   | 2 | 4 | 462 | 520 | -58  |

## Cuartos de final
| Equipo 1          | Agr.    | Equipo 2          | Ida   | Vuelta |
| ----------------- | ------- | ----------------- | ----- | ------ |
| Ülker             | 145–153 | Pau-Orthez        | 72–65 | 73–88  |
| Alba Berlin       | 157–153 | Filodoro Bologna  | 77–73 | 80–80  |
| illycaffè Trieste | 189–200 | Cáceres           | 93–82 | 96–118 |
| Stefanel Milano   | 155–132 | Chipita Panionios | 73–59 | 82–73  |

## Semifinales
| Equipo 1    | Agr.    | Equipo 2        | Ida   | Vuelta |
| ----------- | ------- | --------------- | ----- | ------ |
| Pau-Orthez  | 161–172 | Stefanel Milano | 76–82 | 85–90  |
| Alba Berlin | 167–142 | Cáceres         | 93–70 | 74–72  |

## Final
| Equipo 1        | Agr.    | Equipo 2    | Ida   | Vuelta |
| --------------- | ------- | ----------- | ----- | ------ |
| Stefanel Milano | 166–172 | Alba Berlin | 87–87 | 79–85  |

| 8 de marzo de 1995 | Stefanel Milano                                 | 87–87           | Alba Berlin                                      | |  |
|                    | Parciales: 45-42, 42-45                         |                 |                                                  | |  |
|                    | Estadísticas Dejan Bodiroga, 17 Gregor Fučka, 6 | Reporte Pts Reb | Estadísticas Saša Obradović, 34 Teoman Öztürk, 8 | Pabellón: Forum de Milanofiori, Milán Asistencia: 3.500 espectadores Árbitros: Miguel Ángel Betancor (ESP), Armand de Keyser (BEL) |  |

| 15 de marzo de 1995 | Alba Berlin                                              | 85–79           | Stefanel Milano                                      | |  |
|                     | Parciales: 47-48, 38-31                                  |                 |                                                      | |  |
|                     | Estadísticas Teoman Alibegović, 34 Teoman Alibegović, 11 | Reporte Pts Reb | Estadísticas Nando Gentile, 29 Alessandro De Pol, 10 | Pabellón: Deutschlandhalle, Berlín Asistencia: 9.000 espectadores Árbitros: Alan Richardson (ENG), Kostas Koromilas (GRE) |  |

| Campeón de la Copa Korać 1994–95 |
| -------------------------------- |
| Alba Berlin 1.er título          |